# Amado Paulino y Hernandez
Amado Paulino y Hernandez (* 4. September 1918 in Bustos, Bulacan; † 9. März 1985) war ein philippinischer römisch-katholischer Geistlicher und Weihbischof in Manila.

## Leben
Amado Paulino y Hernandez empfing am 21. September 1946 das Sakrament der Priesterweihe.
Am 25. Februar 1969 ernannte ihn Papst Paul VI. zum Titularbischof von Carinola und zum Weihbischof in Manila. Der Erzbischof von Manila, Rufino Jiao Kardinal Santos, spendete ihm am 27. Mai desselben Jahres in der Kathedrale von Manila die Bischofsweihe; Mitkonsekratoren waren die Weihbischöfe in Manila, Hernando Antiporda und Artemio Casas.